# Rhyacia nyctymerides
Rhyacia nyctymerides is een vlinder uit de familie uilen (Noctuidae). De wetenschappelijke naam is voor het eerst geldig gepubliceerd in 1922 door O. Bang-Haas.
De soort komt voor in Europa.